# Ol-Svensastenarna
Ol-Svensastenarna is een groep Zweedse eilandjes behorend tot de Pite-archipel. De eilandjes liggen op de grens met de Lule-archipel. Het groep heeft geen oeververbinding en is onbewoond / onbebouwd. De twee noordelijkste eilanden maken deel uit van het Lill Björns Natuurreservaat en mogen in de maanden mei, juni en juli niet benaderd worden.